# Václav Pšenička (1931-2015)
Václav Pšenička Jr. (Praga, 14 maggio 1931 – Praga, 31 dicembre 2015) è stato un sollevatore cecoslovacco.

## Carriera
Figlio d'arte (anche il padre, Václav Pšenička, fu un celebre sollevatore), cresciuto a Praga, iniziò a sollevare pesi in giovane età, guidato dal padre. Fu un membro delle forze armate cecoslovacche e militò dapprima a un club sportivo dell'esercito a Praga e poi allo Spartak Praga. Nel 1950, all'età di 18 anni, fu per la prima volta campione cecoslovacco dei pesi medi, aggiudicandosi per altre dieci volte il titolo di campione nazionale, fino al 1960.
Prese parte a due edizioni delle Olimpiadi: a Helsinki nel 1952, classificandosi undicesimo, e a Melbourne nel 1956, piazzandosi al sesto posto. Ai campionati europei si aggiudicò sette medaglie (quattro d'argento e tre di bronzo) tra il 1953 e il 1959. Non vinse medaglie ai campionati mondiali, piazzandosi al quinto posto a Teheran nel 1957 e all'ottavo posto a Vienna nel 1961. Due anni dopo si ritirò dall'attività agonistica.